# Crudia gabonensis
Crudia gabonensis är en ärtväxtart som beskrevs av Hermann August Theodor Harms. Crudia gabonensis ingår i släktet Crudia, och familjen ärtväxter. Inga underarter finns listade i Catalogue of Life.